# Jack Coleman

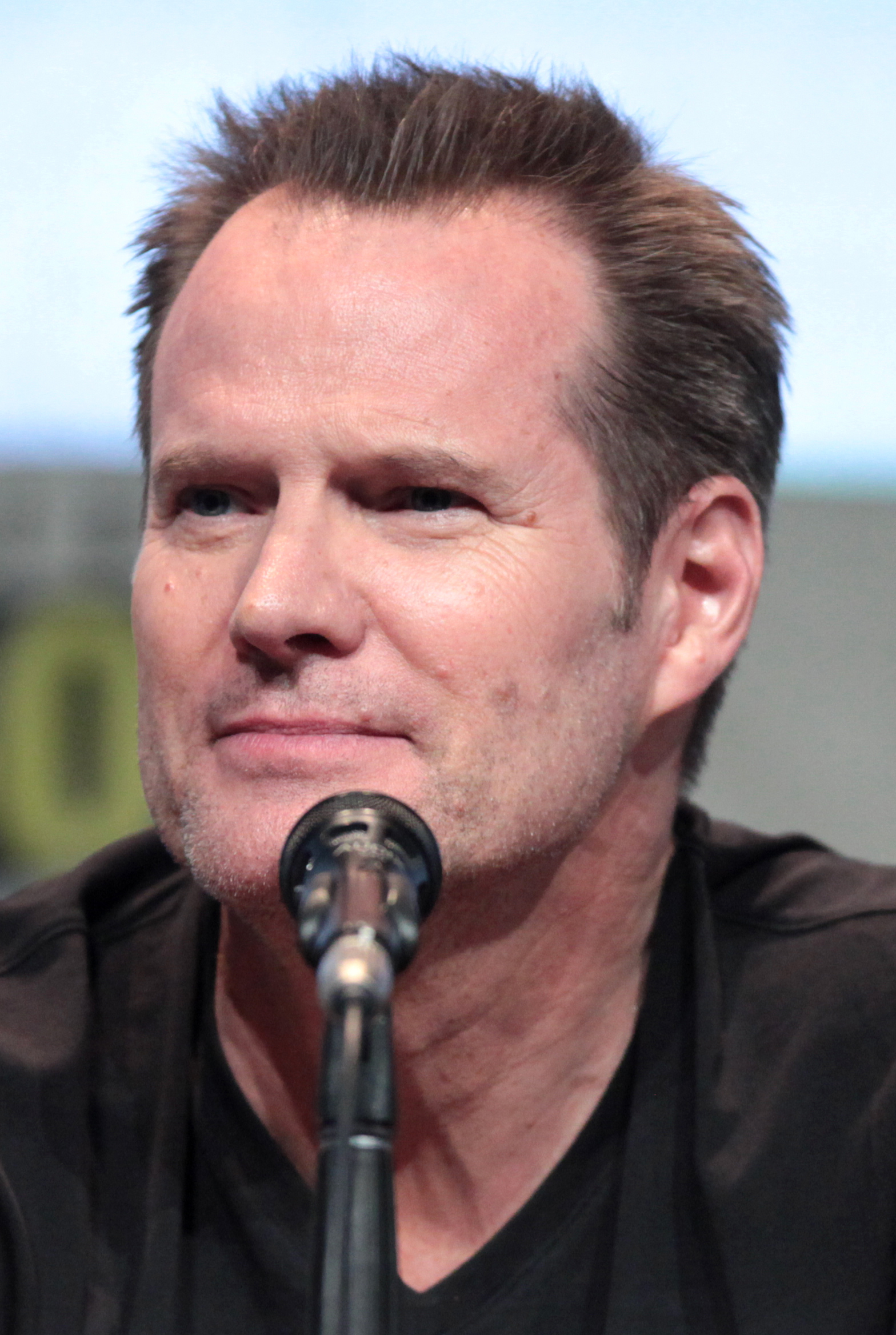
Jack Coleman auf der Comic-Con (2015)

John MacDonald „Jack“ Coleman (* 21. Februar 1958 in Easton, Pennsylvania) ist ein US-amerikanischer Film- und Fernsehschauspieler.

## Leben
Coleman spielte in der Serie Der Denver-Clan die Rolle des Steven Carrington als Nachfolger von Al Corley. In der NBC-Fernsehserie Heroes verkörperte Coleman die Rolle des Noah Bennet von 2006 bis 2010.
Jack Coleman ist seit 1996 mit der Schauspielerin Beth Toussaint verheiratet, 1999 kam die gemeinsame Tochter zur Welt.

## Filmografie (Auswahl)
- 1982–1988: Der Denver-Clan (Dynasty, Fernsehserie, 148 Episoden)
- 1989: Wiedersehen in Logansport (Bridesmaids)
- 1994: Bittersüße Küsse (Foreign Student)
- 1995: Burkes Gesetz (Burke’s Law, Fernsehserie, Episode 2x12)
- 1995: Diagnose: Mord (A Blast from the past, Fernsehserie, Episode 2x16)
- 1996: Time Under Fire
- 1997: Spawn
- 1998: Fatal Contract – Tür an Tür mit dem Tod (The Landlady)
- 1998–2000: Oh Baby (Fernsehserie, 11 Episoden)
- 2001: Special Unit 2 – Die Monsterjäger (Fernsehserie, Episode 2x07)
- 2002: Becker (Fernsehserie, Episode 5x06)
- 2004: Kingdom Hospital (Fernsehserie, 13 Episoden)
- 2004: Nip/Tuck – Schönheit hat ihren Preis (Nip/Tuck, Fernsehserie, Episode 2x09)
- 2004: Without a Trace – Spurlos verschwunden (Without a Trace, Fernsehserie, Episode 3x09)
- 2006: Partygirls auf Mission (Cow Belles)
- 2006–2010: Heroes (Fernsehserie, 74 Episoden)
- 2009: Polar Storm
- 2010: Dr. House (House, Fernsehserie, Episode 7x06)
- 2010: The Mentalist (Fernsehserie, Episode 3x04)
- 2010–2013: Das Büro (The Office, Fernsehserie, 14 Episoden)
- 2011 Criminal Minds (Fernsehserie, Episode 7x08)
- 2011–2012: Vampire Diaries (The Vampire Diaries, Fernsehserie, 5 Episoden)
- 2012–2014: Der ultimative Spider-Man (Ultimate Spider-Man, Fernsehserie, 3 Episoden, Stimme)
- 2012–2015: Castle (Fernsehserie, 6 Episoden)
- 2013: Burn Notice (Fernsehserie, 11 Episoden)
- 2013: Scandal (Fernsehserie, 6 Episoden)
- 2014: CSI: Vegas (CSI: Crime Scene Investigation, Episode 14x15)
- 2015: Chicago P.D. (Fernsehserie, Episoden 2x12 und 6x5)
- 2015–2016: Heroes Reborn (Fernsehserie, 13 Episoden)
- 2018: Hawaii Five-0 (Fernsehserie, Episoden 9x01–9x02)